# The Turn of the Screw (Britten)
The Turn of the Screw (Un altre pas de rosca) és una òpera de cambra amb pròleg i dos actes de Benjamin Britten amb llibret en anglès de Myfanwy Piper basat en la novel·la homònima de Henry James. S'estrenà al teatre La Fenice de Venècia el 14 de setembre de 1954.
Cada escena és precedida d'una variació sobre el tema a 12 notes de la rosca. L'orquestra és limitada a 13 músics.
Henry James va escriure aquesta tètrica història el 1898 en forma de conte en què una persona explica als seus amics per la revetlla de Nadal una història escrita per un testimoni directe dels fets.
Britten va escriure aquesta òpera de cambra per al seu English Opera Group, utilitzant una formació orquestral petita i variada i per a un nombre també reduït d'intèrprets.
L'òpera consisteix en un tema, que ja s'escolta en el pròleg, i quinze variacions en la sèrie de dotze notes pròpia del sistema dodecafònic que en aquell moment Britten estava experimentant. Però va més enllà d'aquesta tècnica i estableix un recorregut tonal que va des del la menor fins al la bemoll major.

## Argument
La història es desenvolupa cap a la fi del segle xix. Dos nens orfes, Flora i Miles, són sota la tutela del seu oncle, el qual, molt ocupat, els envia a Bly, un casal de la campanya anglesa, junt amb la seva assistenta Mrs. Grose. Una dona accepta llavors, no sense temors, ser la institutriu dels nens amb la condició expressa de no molestar mai el seu oncle que viu a Londres.
A poc a poc, van passant esdeveniments estranys mentre unes presències semblen vagar per l'ambient: l'antic criat (Peter Quint) i l'antiga institutriu (Miss Jessel), que havien mort en condicions misterioses i que aparentment tingueren una influència nefasta sobre els nens.